# Bali Air
Bali Air of Bali International Air Service was een Indonesische luchtvaartmaatschappij met haar thuisbasis in Banjarmasin. In 2007 werd tijdelijk de vliegvergunning ingetrokken door de Indonesische overheid.

## Geschiedenis
Bali Air is opgericht in 1970 als Nusantara Air Service door Bouraq Airways. In 2002 werd de maatschappij onafhankelijk van Bouraq en in 1973 werd de huidige naam ingevoerd.

## Vloot
De vloot van Bali Air bestaat uit:(mei 2007)
- 1 Boeing B737-200